# Scotto (calciatore)
 Scotto (fl. XX secolo) è stato un calciatore italiano, di ruolo difensore.

## Carriera
Con la Speranza di Savona disputa 9 gare nel campionato di Prima Divisione 1922-1923.